# Reynald Pedros
Reynald Pedros (Orléans, 10 oktober 1971) is een voormalig voetballer uit Frankrijk die als aanvallende middenvelder speelde gedurende zijn carrière.

## Clubcarrière
Pedros speelde van 1990 tot 1996 bij FC Nantes. Voor Nantes speelde hij 184 wedstrijden en met de club won hij de Ligue 1 in 1995. Hierna speelde hij, steeds kort, bij Olympique Marseille, Parma FC, SSC Napoli, Olympique Lyon, wederom Parma, Montpellier HSC en Toulouse FC. Tussen 2001 en 2003 speelde hij voor SC Bastia en daarna kort in Israël voor Maccabi Ahi Nazareth voor hij zijn loopbaan in 2004 besloot bij Al-Khor in Qatar. Pedros speelde aansluitend nog bij de amateurs van SN Imphy Decize, US La Baule en in Zwitserland voor FC Baulmes. Hij is sindsdien trainer in het amateurvoetbal.

## Interlandcarrière
Met het Frans voetbalelftal, waarvoor hij 25 wedstrijden speelde, won hij in 1994 de Kirin Cup. Hij maakte ook deel uit van de selectie voor Euro 1996. Pedros maakte zijn debuut voor Les Bleus op 28 juli 1993 in Caen, waar hij in het vriendschappelijke duel tegen Rusland (3-1-overwinning) na 84 minuten inviel voor Franck Sauzée.
| Interlanddoelpunten | Interlanddoelpunten | Interlanddoelpunten | Interlanddoelpunten      | Interlanddoelpunten | Interlanddoelpunten | Interlanddoelpunten | Interlanddoelpunten |
| #                   | Datum               | Locatie             | Wedstrijd                | Goal(s)             | Score               | Uitslag             | Wedstrijd           |
| ------------------- | ------------------- | ------------------- | ------------------------ | ------------------- | ------------------- | ------------------- | ------------------- |
| 1                   | 06/09/1995          | Auxerre             | Frankrijk – Azerbeidzjan | 49'                 | 4 – 0               | 10 – 0              | EK-kwalificatie     |
| 2                   | 24/01/1996          | Parijs              | Frankrijk – Portugal     | 77'                 | 3 – 2               | 3 – 2               | Oefeninterland      |
| 3                   | 29/05/1996          | Strasbourg          | Frankrijk – Finland      | 18'                 | 2 – 0               | 2 – 0               | Oefeninterland      |
| 4                   | 09/10/1996          | Parijs              | Frankrijk – Turkije      | 35'                 | 2 – 0               | 4 – 0               | Oefeninterland      |